# Zielona marszczyca jabłek

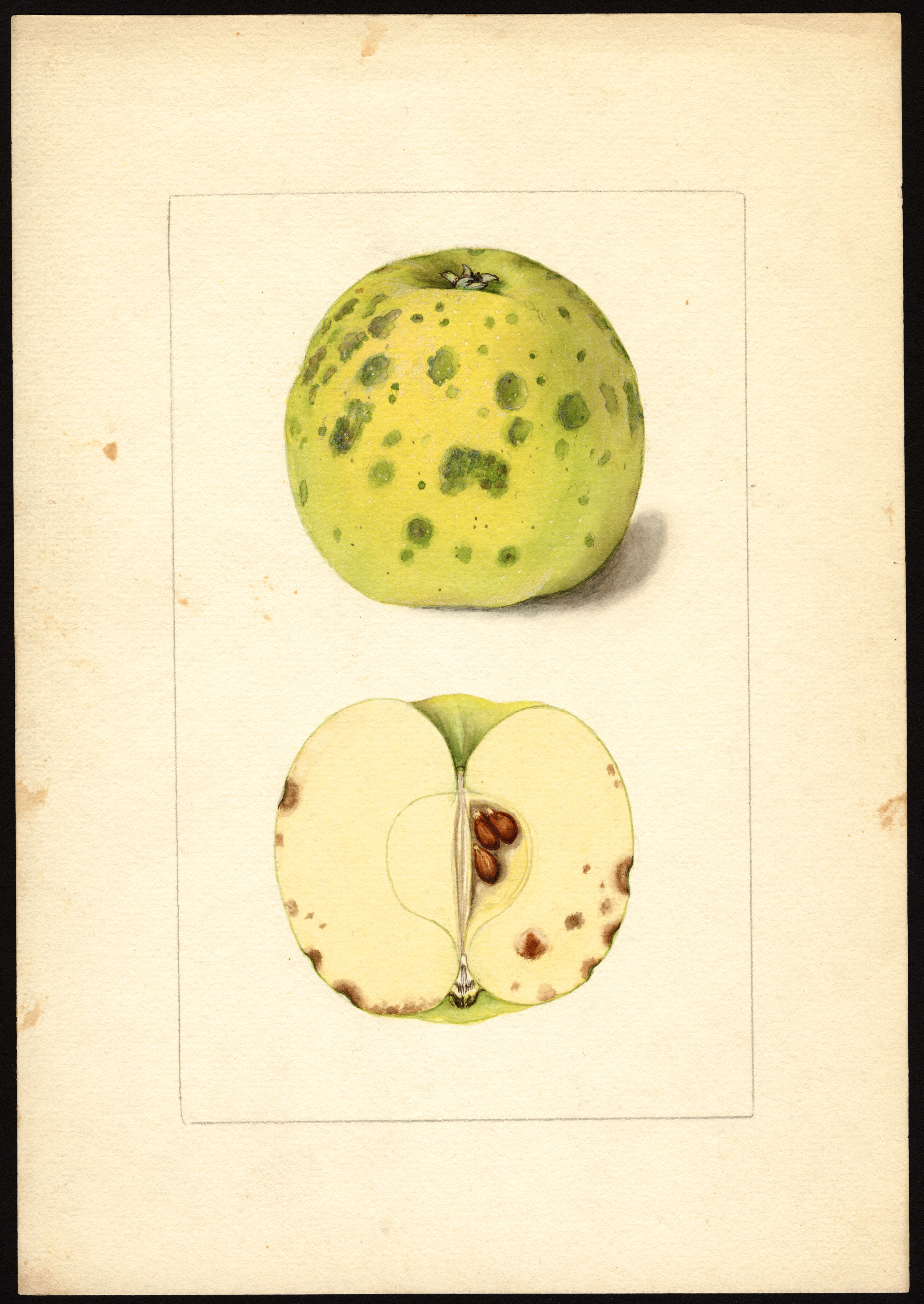

Zielona marszczyca jabłek (ang. green crinkle disease of apple) – wirusowa choroba jabłoni spowodowana przez wirusa zielonej marszczycy jabłek (Apple green crinkle associated virus, AGcAV).

## Występowanie i objawy
Chorobę po raz pierwszy opisano w 1929 r. w prefekturze Aomori w Japonii, a mechanizm jej przenoszenia w 1934 roku, a zatem była to pierwsza na świecie opisana wirusowa choroba roślin. W latach 1934 r. chorobę odnotowano również w Kanadzie na jabłoni dzikiej (Malus sylvestris) i Nowej Zelandii. Później chorobę tę opisano we wszystkich krajach będących głównymi producentami jabłek.
Na drzewach z zieloną marszczycą wykryto wiele wirusów, m.in. ASPV, ACLSV, ASGV. Za przyczynę tej choroby początkowo uważano ASPV, ale nie wykazano związku między izolatami ASPV a objawami choroby. Dopiero w 2013 r. Howell, James i inni donieśli, że w silnie porażonych zieloną marszczycą jabłkach znaleźli wirusa odpowiedzialnego za tę chorobę i nadali mu nazwę Apple green crinkle associated virus.
Choroba atakuje jabłoń domową (Malus domestica) i niektóre inne gatunki jabłoni, a jej objawy widoczne są tylko na jabłkach. Pojawiają się już w początkowej ich fazie rozwoju. Porażone jabłka są mniejsze od zdrowych i nieregularnie pomarszczone, z wklęsłościami i wypukłościami. Ich zniekształcona część czasami część korkowacieje, staje się ordzawiona, a przy ciężkich porażeniach pęka. Gdy na jabłku jest tylko jedna wklęsłość, jego rozmiar nie ulega zasadniczemu zmniejszeniu, ale gdy wklęsłości jest wiele, jabłko jest wyraźnie małe. Zniekształcone miejsca jabłek są zielone. Zielona barwa najsilniej widoczna jest na skórce i pod nią, ale czasami rozciąga się do samego środka jabłka. Objawy są zmienne w różnych latach, a w niektórych latach mogą nie występować. Często objawy występują przez wiele lat na jednej tylko gałęzi drzewa.
Dużą podatność na tę chorobę wykazuje odmiana 'Granny Smith'. W Nowej Zelandii zarażonych nią było 5–10% drzew tej odmiany. Chorobę stwierdzono także u odmian: ‘Cox’s Orange Pippin’, ‘Dunn’s Favourite’, ‘Gravenstein’, 'Northern Spy'”, ‘Statesman’, ‘Sturmer Pippin’, ‘Lord Wolseley’, ‘Scarlet Pearmain’, ‘Ballarat’, ‘Cleopatra’, ‘Delicious’, ‘Dougherty’, ‘Goal Apple’, ‘Golden Delicious’, ‘Golden Noble’, ‘Red Dougherty’, ‘Red Gravenstein’, ‘Rome Beauty’, ‘Democrat’,'Gala’, ‘Giant Jcniton’, ‘Splendour’ i ‘Jonathan’. U niektórych odmian porażone drzewa znacznie później rozwijają liście.

## Ochrona
Zapobiega się zielonej marszczycy jabłek poprzez stosowanie do sadzenia i szczepienia tylko certyfikowanych sadzonek, podkładek i zrazów. Choroba ta jest jedną z tych chorób, których istnienie na certyfikowanym materiale rozmnożeniowym i sadzonkach musi być wykluczone.